# Ford 7Y
Ford 7Y – samochód osobowy klasy kompaktowej produkowany przez brytyjski oddział koncernu Ford Motor Company (Ford of Britain) w latach 1937–1938.

## Historia i opis modelu

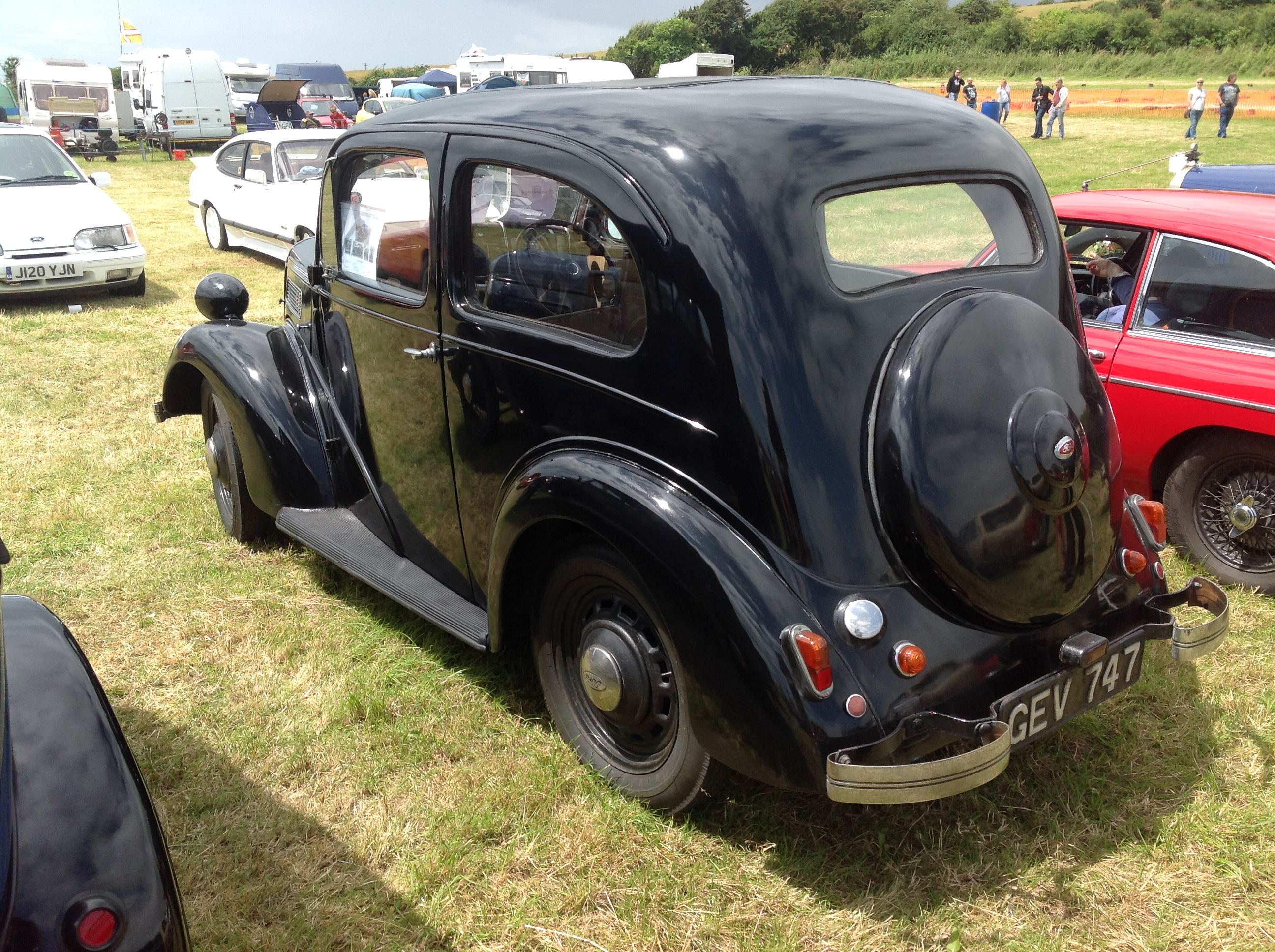
Ford 7Y - tył

W 1937 roku brytyjski oddział Forda przedstawił poza większym 7W także mniejszy model 7Y, który w dotychczasowej ofercie zastąpił Model Y. Samochód oferowany był w dwóch wariantach nadwoziowych, jako podstawowy model w ofercie. 
Pod kątem stylistycznym Ford 7Y wyróżniał się charakterystycznymi kształtami, takimi jak wyraźnie zaznaczone błotniki czy podłużna wąska atrapa chłodnicy.

### Produkcja
Podczas trwającej nieco ponad rok produkcji Forda 7Y, która zakończyła się w 1938 roku, powstało nieco ponad 65 tysięcy sztuk modelu.

### Silnik
- L4 0.9l Straight-4